# Igor Maratowitsch Ponomarjow
Igor Maratowitsch Ponomarjow (russisch Игорь Маратович Пономарёв; * 6. Juni 1965 in Leningrad; † 30. Oktober 2006 in London) war ein russischer Diplomat.

## Leben
Ponomarjow studierte an der Staatlichen Universität Leningrad und erwarb dort einen Abschluss in Schiffstechnik. Im Anschluss arbeitete er bei der Russian Maritime Register of Shipping als leitender Vermessungsingenieur. Später war er für die Koordination der Zusammenarbeit mit der Internationalen Seeschifffahrts-Organisation zuständig. Nachdem er zum Leiter der Abteilung für internationale Zusammenarbeit befördert worden war, arbeitete er von 1999 bis 2003 als stellvertretender Generaldirektor der Russian Maritime Register of Shipping. In den Jahren 2001 bis 2002 war er zudem Vorsitzender der International Association of Classification Societies. 2003 wurde er zum Ständigen Vertreter Russlands bei der Internationalen Seeschifffahrts-Organisation bestellt und leitete dort den Ausschuss für Schiffsdesign und -ausstattung.

## Tod
Am 30. Oktober 2006 erlitt Ponomarjow während des Besuchs einer Oper einen Herzinfarkt, an dessen Folgen er verstarb. Wie die Zeitschrift Focus berichtete, waren die Umstände des Todes von Ponomarjow mysteriös. Zum einen wollte er sich zwei Tage später mit Mario Scaramella treffen, der in Kontakt zu dem zwei Tage später vergifteten Alexander Litwinenko stand; zum anderen soll Ponomarjow Symptome einer Thalliumvergiftung gezeigt haben.

## Auszeichnungen
- Träger der Medaille "300 Jahre Russische Marine"
- International Maritime Prize 2006 (posthum)